# Cerapterus pilipennis
Espèce
Cerapterus pilipennis est une espèce de coléoptères de la famille des Carabidae, sous-famille des Paussinae, tribu des Paussini et de la sous-tribu des Cerapterina.

## Systématique
L'espèce a été décrite par l'entomologiste allemand Erich Wasmann en 1922.